# Akköse, Dernekpazarı
Akköse là một xã thuộc huyện Dernekpazarı, tỉnh Trabzon, Thổ Nhĩ Kỳ. Dân số thời điểm năm 2011 là 337 người.